# Tom Hall (Spieleentwickler)

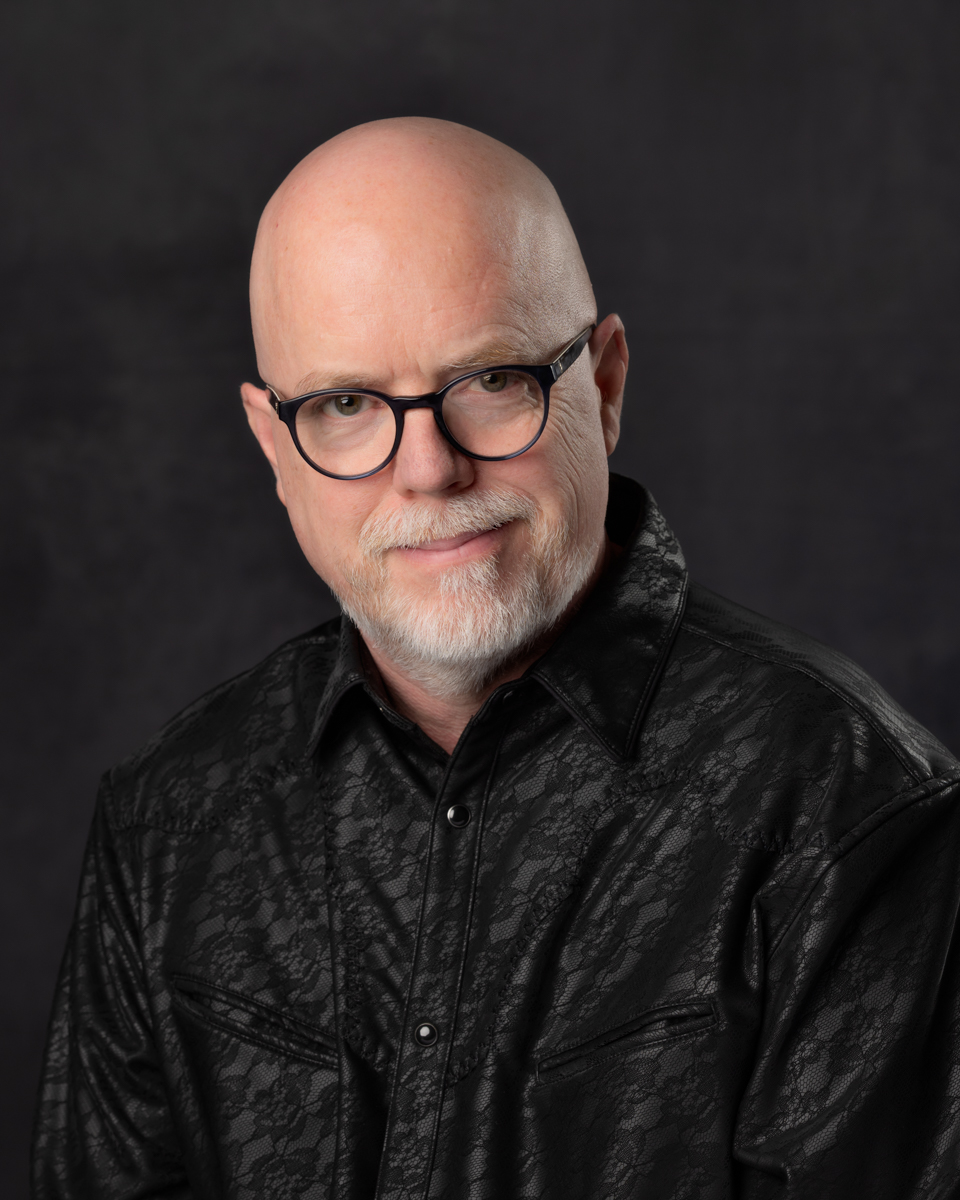
Tom Hall (2023)

Tom Hall (* 2. September 1964 in Wisconsin, USA) ist ein US-amerikanischer Computerspiele-Programmierer. Er studierte Informatik an der University of Wisconsin–Madison. Seit 1987 entwickelt er Computerspiele. Er ist einer der Mitbegründer von id Software und arbeitete dort an Spielen wie Commander Keen, Doom und Wolfenstein 3D.
Nach Meinungsverschiedenheiten mit John Carmack verließ er id Software im August 1993 und wechselte zu Apogee Software, heute bekannt als 3D Realms. Dort arbeitete er unter anderem an Duke Nukem 3D (1996) und leitete kurzzeitig die Entwicklung des Spieles Prey, das jedoch später auf Eis gelegt wurde. Das von Hall konzipierte Grundkonzept wurde 2001 wieder aufgegriffen und von den Human Head Studios verwirklicht.
Später gründete er zusammen mit John Romero die Entwicklungsfirma Ion Storm. Nachdem sich mehrere Spiele als finanzielle Fehlschläge erwiesen hatten und es zu internen Streitigkeiten gekommen war, verließen er und Romero Ion Storm und gründeten ihre eigene Firma, Monkeystone Games, die sich auf Spiele für Mobiltelefone und Handhelds spezialisierte. Später wechselte Hall zu Midway Games, wo er jedoch nur kurzzeitig blieb. Nach einer kurzen Phase der selbstständigen Tätigkeit als Berater für unabhängige Entwickler wurde Tom Hall von dem Studio KingsIsle Entertainment angeworben, wo er bis Ende 2010 an der Entwicklung zweier MMOs beteiligt war. Bis zur Schließung 2015 arbeitete er zusammen mit John Romero bei Loot Drop.
Bekannt ist Hall auch für die Erfindung des Dopefishs, einer Figur aus einem der Commander-Keen-Spiele, die später in unzähligen Spielen zitiert wurde und als fester Bestandteil der Videospielkultur gilt.